# Sophie Tamiko Oda
Sophie Tamiko Oda (San Francisco, 23 ottobre 1991) è un'attrice statunitense di origine giapponese.
È nota per aver preso parte alla serie televisiva Disney Zack e Cody al Grand Hotel.
È anche apparsa in molti film tra cui: Zack e Cody sul ponte di comando.

## Filmografia

### Attrice

#### Cinema
- Kung Phooey!, regia di Darryl Fong (2003)
- Parole d'amore (Bee Season), regia di Scott McGehee e David Siegel (2005)
- Memorie di una geisha (Memoirs of Geisha),regia di Rob Marshall (2005) - non accreditata

#### Televisione
- Zack e Cody al Grand Hotel - serie TV, 10 episodi (2005-2008)
- Zack e Cody sul ponte di comando - serie TV, 1 episodio (2008)
- The Big Bang Theory - serie TV, 1 episodio (2013)
- NCIS: Los Angeles - serie TV, 1 episodio (2013)
- Bad Shorts - serie TV, 1 episodio (2015)
- Hawaii Five-0 - serie TV, 1 episodio (2019)

#### Cortometraggi
- Last Pick Bridesmaid, regia di April Moreau (2015)
- Angel City, regia di Michael Simpson Jr (2016)
- Arraigning Men, regia di April Moreau (2018)
- Divided, regia di Cecily Vaughn (2018)

### Doppiatrice
- Amethyst, la principessa di Gemworld (Amethyst, Princess of Gemworld)- serie animata, 7 episodi (2013)
- Robot Chicken - serie animata, 1 episodio  (2021)